# Вологодский молочный комбинат
Вологодский молочный комбинат — крупное промышленное предприятие Вологды и Вологодской области. Одно из немногих предприятий, выпускающих вологодское масло.

## История
История Вологодского молочного комбината берет начало с небольшого цеха в подвальном помещении здания на площади Возрождения, где на ручной маслобойке вырабатывалось масло.
В 1936 году предприятие переезжает на Советский проспект (в здание закрытой в 1930 году церкви Петра и Павла в Новинках). Использовался в основном ручной труд, только маслобойки работали на электроэнергии.
В годы Великой Отечественной войны Вологодский городской молочный завод в тяжелейших условиях перевыполнял план, снабжал молочной продукцией многочисленные госпитали города.
В начале 1950-х годов возникла необходимость увеличения мощности завода. Именно тогда закладывается фундамент будущего современного предприятия на болотистых загородных территориях Пошехонского шоссе.
Летом 1953 года вновь построенные производственные корпуса начинают выдавать первую продукцию. 17 февраля 1959 года постановлением Совета Народного хозяйства, Вологодский гормолзавод переименован на Вологодский молочный комбинат. Ассортимент был достаточно широким, но на производстве использовался в основном ручной труд и в цехах было очень тесно. Завод работал в три смены (круглосуточно).
В 1973, 1983 и 1993 годах построены новые корпуса, и мощность предприятия увеличилась, благодаря вводу производственных площадей, современного оборудования с применением автоматизированных систем. Комбинат перешел на двухсменную работу.
В 1993 году комбинат становится Акционерным обществом открытого типа «ВМК», а с 1 марта 1995 года преобразован в Закрытое акционерное общество «ВМК». В апреле 1994 года запущена первая линия разлива молочной продукции в пакеты Тетра-Рекс всемирно известной компании «Тетра Пак», что позволило комбинату одному из первых среди предприятий отрасли выйти на рынки города Москвы и Северо-Западного региона.
С 1995 года и по настоящее время идет плановое техническое перевооружение комбината направленное на увеличение мощности и улучшение качества вырабатываемой продукции.
В 2001—2005 годам проведена реконструкция аппаратного участка с установкой современного высокопроизводительного оборудования фирмы Тетра Пак. Установка очистителя и бактофуги сделало возможным увеличении срока годности продукции, что повлекло увеличение рынка сбыта молочной продукции комбината. Одновременно идет оснащение лаборатории приборами контроля за качеством продукции и сырья. С 5 июня 2002 года ЗАО «ВМК» преобразуется в Производственный кооператив «Вологодский молочный комбинат».
Реконструкция маслоучастка, проводимая в 2006—2010 году, позволила поднять производство масла на комбинате на качественно новый уровень. Ввод отделения хранения высокожирных сливок и пахты, нового автомата по фасовке «Бенхилл» (Германия), производительностью 90 упаковок в минуту, монтаж маслообразователя, позволили проводить фасовку масла в потоке.
С 2004 года Вологодский молочный комбинат начал работу по замене холодильного оборудования, в котором используется хлорагент. В сентябре 2010 года в соответствии с проектом технического перевооружения завершен перевод охлаждения ледяной воды в компрессорном участке с аммиака на более безопасный газ — фреон. В 2007 году были установлены новые автоматизированные модули приёмки молока Тетра Пак, автоматизированная моечная станция Тетра Пак, которая обеспечивает высокий уровень гигиены и санитарной обработки оборудования. Реализация новых проектов позволяет комбинату перейти на более эффективный, экономичный режим производства, а также в значительной степени повысить качество производимых молочных продуктов. В настоящее время современные моечные станции установлены во всех производственных участках. Ежегодно 70 % прибыли направляется на развитие предприятия.
С комбинатом тесно сотрудничает Вологодская государственная молочнохозяйственная академия, на основе производственной базы комбината преподавателями академии защищён ряд диссертаций.

## Собственники
Комбинат имеет довольно экзотическую для современного российского бизнеса форму собственности — кооператив. В отличие от акционерных предприятий или ООО, кооператив находится в собственности у коллектива предприятия. У него нет владельца, а пайщиками являются  сотрудники предприятия - всего 58 собственников  с разными долями уставного капитала.

## Показатели деятельности
Объём производства за 2004 год составил 975 тонн, что более чем в два раза превышает объём производимого масла в 1996 году.
На 2007 год на долю комбината приходилось около 40 % производимой в регионе маслопродукции.
По состоянию на 2009 год продукция комбината реализовалась в Вологодской области — 47 %, на межрегиональных рынках — 53 %. Комбинат занимал 4,8 % от общего объёма рынка сливок Москвы, входя в десятку крупнейших производителей.
Оборот комбината за 2011 год составил 2878 млн руб.

## Продукция

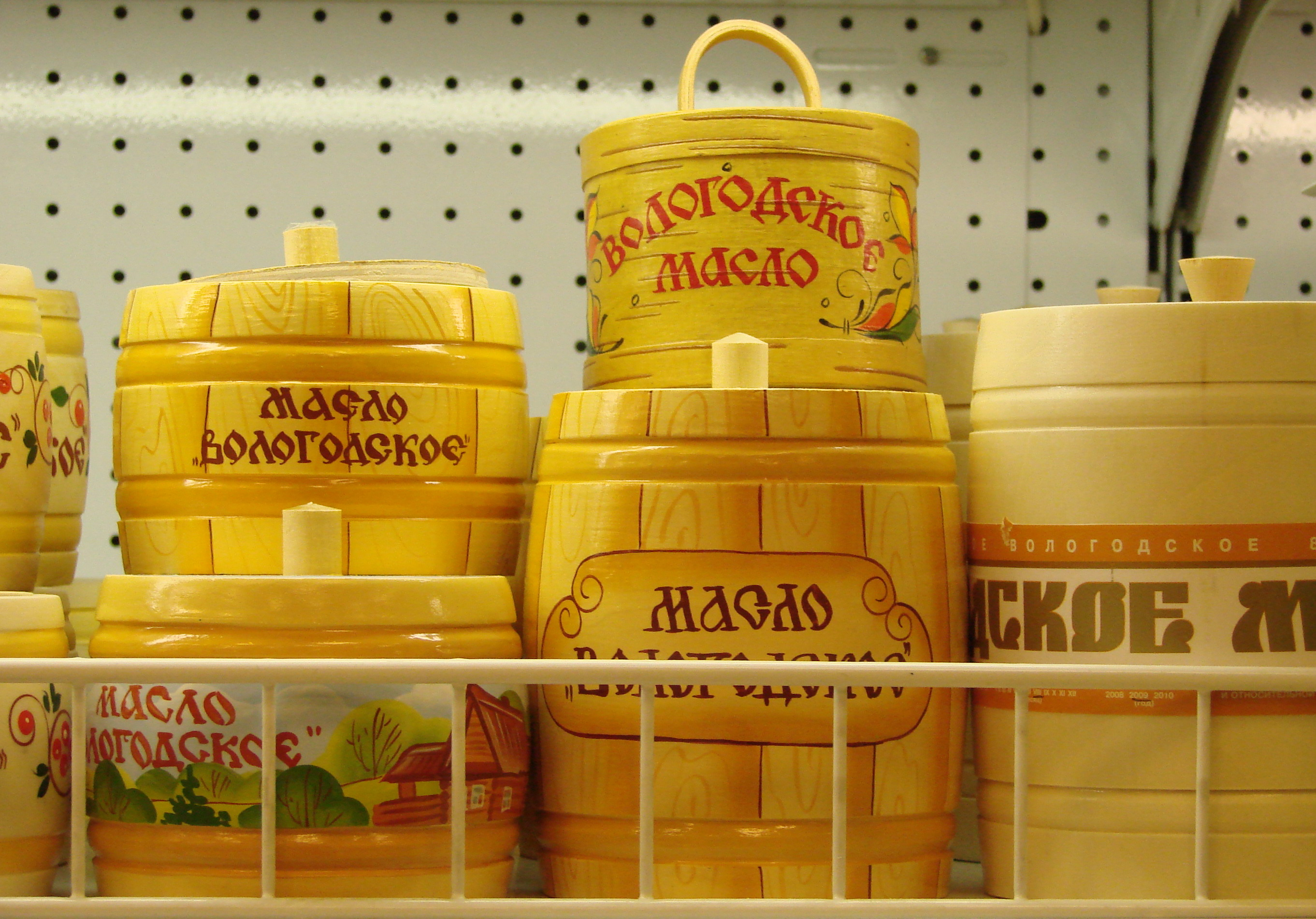
Вологодское масло

Предприятие перерабатывает до 350 тонн сырого коровьего молока в сутки. Вся выпускаемая продукция (а это более 50 наименований) изготавливается из натурального сырья высокого качества без добавления консервантов.
С 2003 года у предприятия появляется товарный знак «Русская девушка в кокошнике с крынкой молока», введен дизайн упаковки в пакеты в едином стиле и начинается выпуск продукции под торговой маркой «Вологжанка».
Ассортимент: молоко, ацидофилин, сливки, био-йогурты, йогурты, кефир, биокефир, простокваша, ряженка, снежок, пахта, сывороточные напитки, молочные коктейли, сметана, творог, сырки, масса творожная, масло сливочное, масло шоколадное, масло топленое, сыры твердые, сыры плавленые.